# Kulturåret 1835

## Händelser
- 7 mars – Teatercensur införs i Sverige. Den upphävdes 28 december 1872.[1]
- 24 augusti – Spelåret 1835/36 inleds på Kungliga teatern i Stockholm med Smekmånaden och Nya garnison för utsålda hus.[2]
- 26 september – Operan Lucia di Lammermoor av Gaetano Donizetti har urpremiär på Teatro San Carlo i Neapel.

## Nya verk
- Angelo, tyran de padoue (sv. Angelo 1836) av Victor Hugo
- Arabesker (noveller med bland annat Nevskij prospekt och En dåres anteckningar) av Nikolaj Gogol
- Les Chants du crépuscule av Victor Hugo
- Mirgorod (noveller) av Nikolaj Gogol
- Taras Bulba av Nikolaj Gogol
- Hesperiderna av Karl August Nicander
- Vännerna av Sophie von Knorring

## Födda
- 19 januari – Ludvig Michael Runeberg (död 1902), filosofie magister, lärare och kaméskärare
- 6 mars – Sofie Ribbing (död 1894), svensk konstnär.
- 2 juli – George Dunlop Leslie (död 1921), brittisk målare.
- 10 juli – Henryk Wieniawski (död 1880), polsk tonsättare och violinist.
- 16 juli – Carl August Tholander (död 1910), svensk konstnär.
- 27 juli – Giosuè Carducci (död 1907), italiensk poet, nobelpristagare i litteratur 1906.
- 18 augusti – Telemaco Signorini (död 1901), italiensk målare.
- 11 september – Per Daniel Holm (död 1903), svensk målare.
- 13 september – Gustaf Rydberg (död 1933), svensk nationalromantisk konstnär.
- 9 oktober – Camille Saint-Saëns (död 1921), fransk kompositör och pianist.
- 30 november – Samuel Langhorne Clemens (död 1910), amerikansk författare.
- 4 december – Samuel Butler (död 1902), brittisk författare.
- 30 december – John Börjeson (död 1910), svensk skulptör.
- okänt datum – Christina von Post (död 1917), svensk målare.

## Avlidna
- 14 januari – Henry Mackenzie (född 1745), skotsk författare.